# نبيلة كرم
نبيلة كرم (22 يونيو 1954 -)، ممثلة لبنانية.

## عن حياتها
عملت بين السينما في بلادها والسينما في مصر عملت في بعض أدوار الإغراء التي لم تخرج عنها كثيراً وقامت بإنتاج بعض أفلامها تم إبعادها من مصر فاختارت الانتقال بين البلاد العربية وعملت في العديد من المسرحيات في المغرب، بدأت مشوارها الفني عام 1974 وكانت بدايتها في المسلسلات اللبنانية ثم انتقلت إلى سوريا للعمل في بعض الأفلام هناك ومن ثم إلى مصر. اشتهرت بالعديد من الأعمال الفنية ولا سيما في المسلسلات التلفزيونية في مصر ولبنان، قد تزوجت سراً من رجل أعمال أجنبي من أصل لبناني وتقيم في السويد, وقد جاء قرار اعتزالها المفاجئ بناء لقرار اتخذته شخصياً لا سيما بعد الصدمات والمعاكسات التي مرت بها في مسيرتها الفنية.

## أعمالها

### الأفلام
- 1975: الأستاذ أيوب
- 1976: أيام في لندن
- 1977: لا تقولي وداعا للأمس
- 1977: غابة الذئاب
- 1977: ساعي البريد
- 1978: عشاق
- 1978: الدنيا نغم
- 1979: حبيبتي يا حب التوت
- 1980: عروس البحر
- 1984: اللي خد حاجة يرجعها
- 1985: النساء
- 1985: الثعابين
- 1986: دموع الشيطان
- 1986: امرأة متمردة
- 1986: الزيارة الأخيرة
- 1987: عودة الماضي
- 1987: شاهد إثبات
- 1987: الهاربات
- 1988: اخترت حياتي
- 1989: كابوس
- 1989: حارة الحبايب
- 1989: باب شرق
- 1990: الأسطى محروس
- 1991: نص دسته مجانين
- 1992: المجنونة والحب
- 1992: العملة النادرة
- 1993: صراع الحسناوات
- 1993: المرأة الأخطبوط
- 1993: اللعبة القذرة
- 1993: الحب للحب
- 1993: أحلى من الشرف مفيش
- 1994: حرب الفراولة
- 1994: أنغام الغريب
- 1994: اللي يعيش يا ما يشوف
- 2000: الطعنة الأخيرة

### المسلسلات
- 1975: ناطور الحارة
- 1975: أنا ودموعي
- 1976: يسعد مساكم
- 1976: الدنيا هيك
- 1977: ديالا
- 1979: عرس الزين
- 1979: بربر آغا
- 1980: ليالي شهرزاد
- 1980: لكل الناس
- 1982: الأمانة
- 1982: الإرادة
- 1983: البخلاء
- 1985: من وحي أبي دلامة
- 1985: فندق النجوم الزرقاء
- 1985: رحلة العمر
- 1985: برديس
- 1987: لا إله إلا الله (ج3)
- 1989: رجال في المصيدة
- 1989: ألف ليلة وليلة
- 1990: كنوز لا تضيع
- 1990: دقات الساعة
- 1992: مبروك ألف مبروك
- 1992: ليلى زمانها جاية
- 1992: حصاد الحب
- 1993: حواديت فكري أباظة
- 2011: دائرة الضوء

### المسرحيات
- 1974: الفرق نمرة
- 1975: واو سين
- 1992: لا مؤاخذه يا منعم
- 1993: ولا في الأحلام
- 1993: رجل مجنون جدا

## وصلات خارجية
- نبيلة كرم على موقع قاعدة بيانات الأفلام العربية